# مانشستر يونايتد موسم 2012–13
كان موسم 2012–13 هو الموسم الحادي والعشرون لمانشستر يونايتد في الدوري الإنجليزي الممتاز، والموسم الثامن والثلاثين على التوالي في كرة القدم الإنجليزية.
وشهد الموسم الشهير تعاقد يونايتد مع روبين فان بيرسي من أرسنال في صفقة مدتها أربع سنوات مقابل 24 مليون جنيه إسترليني. أقيمت أول مباراة للنادي في الموسم والدوري الإنجليزي الممتاز في 20 أغسطس 2012. بعد أن خسروا بصعوبة بسبب فارق الأهداف في الموسم السابق، فازوا بلقب الدوري الإنجليزي الممتاز للمرة العشرين في تاريخهم في 22 أبريل 2013 بفوزهم على أستون فيلا في أولد ترافورد.
تنافس يونايتد في بطولتين محليتين، كأس الاتحاد الإنجليزي وكأس الرابطة، حيث دخل كلا البطولتين في الجولة الثالثة بسبب موقعه في الدوري. أثبت تشيلسي أنه العدو اللدود لمانشستر يونايتد في كلتا المسابقتين، حيث تغلب عليه أولاً بنتيجة 5–4 في الجولة الرابعة من كأس الرابطة في 31 أكتوبر 2012، ثم أعقب ذلك فوزه بنتيجة 1–0 في مباراة الإعادة بالدور السادس لكأس الاتحاد الإنجليزي في 1 أبريل 2013.
في أوروبا ، خرج يونايتد من دوري أبطال أوروبا في دور الستة عشر بعد خسارته 3–2 في مجموع المباراتين أمام ريال مدريد.

في 8 مايو 2013، أعلن السير أليكس فيرغسون، المدير الفني لمانشستر يونايتد لفترة طويلة، أنه سيتقاعد من منصبه كمدير فني بعد سنة في المسؤولية، مما يجعله المدرب الأطول خدمة لأي نادٍ إنجليزي حتى هذه المرحلة. لقد فاز بـ38 كأسًا خلال تلك الفترة - أكثر من أي مدير آخر في تاريخ كرة القدم   - وفي سن 71 عامًا كان أكبر مدير حاليًا في الدوري الإنجليزي الممتاز أو دوري كرة القدم الإنجليزية. وفي اليوم التالي، أعلن نادي مانشستر يونايتد أن ديفيد مويس مدرب إيفرتون سيتولى المسؤولية خلفاً لفيرجسون في بداية موسم 2013–14.